# Murtvang
Murtvang kaldtes i Norge den tvungne murbebyggelse i byerne og i bymæssig bebyggede strøg til forebyggelse mod ødelæggelse ved ildsvåde. 
Allerede Brandanordningen for Kristiania af 1714 forbød opførelse af træbygninger i byen. I en del andre byer blev der i sidste halvdel af 19. århundrede ved beslutning af kommunestyret og med kongelig stadfæstelse påbudt murtvang for de mest centrale bydele. Men almindelig påbud om murtvang i byerne gav først lov af 19. maj 1904 (især foranlediget ved Aalesunds brand). Som almindelig regel må træbygninger ikke opføres inden for byernes grænser; heller ikke må ældre træbygninger i byerne påbygges eller undergives hovedreparation. Uden for de centrale strøg af byen kan der dog opføres mindre enetages træbygninger på ikke over 6 meters højde til gesimsens overkant og på visse nærmere betingelser med hensyn til areal og afstand. Men hertil kræves beslutning af kommunestyret med kongens approbation.